# Rivière-au-Tonnerre
Rivière-au-Tonnerre es un municipio canadiense situado en la provincia de Quebec.

## Superficie
Rivière-au-Tonnerre tiene una superficie de 605,14 km².

## Demografía
En 2021, tenía 281 habitantes, una densidad poblacional de 0,5 hab./km², y 326 viviendas.